# Kostiantyniwka (rejon pokrowski)
Kostiantyniwka (ukr. Костянтинівка) – wieś na Ukrainie, w obwodzie donieckim, w rejonie pokrowskim, w hromadzie Marjinka. W 2001 liczyła 1293 mieszkańców.